# Naoko Terai
Naoko Terai (jap. 寺井 尚子, Terai Naoko; * 1. Mai 1967) ist eine japanische Jazzviolinistin.

## Leben und Wirken
Naoko Terai studierte ab vier Jahren Geige und begann in den 1990er Jahren in der japanischen Jazzszene zu arbeiten. 1995 wirkte sie bei dem Album Things Unseen des Pianisten Kenny Barron mit; 2000 wurde sie als Newcomer des Jahres von der Zeitschrift Swing Journal geehrt. Sie spielte seitdem u. a. mit Herbie Hancock, Wayne Shorter, Michael Brecker. 1996 legte sie ihr Debütalbum Thinking of You vor; ihr drittes Album Princess T wurde von Lee Ritenour produziert. Bei All For You (2005) wirkte Richard Galliano als Gastmusiker mit. Terai, die mit einem eigenen Quartett aus Naoki Kitajima (Piano), Kunio Tanaami (Bass) und Go Nakazawa (Schlagzeug) arbeitet, trat 2012 mit Richard Galliano im Rahmen der Pariser Ausstellung Jazz en Japon auf.

## Diskographische Hinweise
- Thinking of You (1998)
- Pure Moment (1999)
- Naoko Live (2001)
- Anthem (2003)
- The Best Of Naoko Terai (2003)
- Jealousy (2007)
- Petite Fleur Amapola (Somethin’ Else, 2008)
- Limelight (2011)
- Very Cool (2014)
- Hot Jazz... And Libertango (2015)
- The Standard (2017)
- The Standard II (2018)
- The Best Of Naoko Terai (Remastered – 2018)